# Adalbert de Bavière (1886-1970)
Adalbert de Bavière, né le 3 juin 1886 et mort le 29 décembre 1970 était un membre de la maison de Wittelsbach

## Biographie
Arrière-petit-fils du roi Louis Ier de Bavière, il est le deuxième fils du prince Louis-Ferdinand de Bavière, infant d'Espagne (1859-1949) et de l'infante Marie de la Paix d'Espagne (1862-1946). À ce titre, il est un cousin utérin du roi Alphonse XIII d'Espagne.
Il prend part à la première guerre mondiale au sein de l'armée bavaroise qu'il quitte après la défaite. Il est rappelé au cours de la seconde guerre mondiale et participe alors aux opérations de l'invasion de la France, mais est remercié en 1941 à la promulgation du décret des princes et se retire alors dans le château familial de Hohenschwangau.

## Mariage et enfants
Le 12 juin 1919, il épouse sa cousine la comtesse Augusta von Seefried auf Buttenheim (1899-1978), arrière-petite-fille de l'empereur François-Joseph Ier d'Autriche et du régent Luitpold de Bavière avec qui il a deux enfants :
- Constantin (1920-1969) épouse en 1942 la princesse  Maria Aldegunde von Hohenzollern-Sigmaringen (1921-2006), fille du prince Frédéric de Hohenzollern, d'où postérité. En secondes noces, il épouse en 1953 la comtesse Helene von Khevenhüller-Metsch (1921-2017), d'où postérité.
- Alexandre (1923-2001), célibataire.